# Rønland Station
Rønland Station er en jernbanestation på halvøen Rønland i det nordlige Vestjylland. Stationen ligger på Lemvigbanen og er nabo til Cheminova.
Stationen åbnede 24. august 1955,efter Lemvigbanens spor mellem Harboøre og Thyborøn var flyttede op på det nye havdige.